# Alev Alatlı
Alev Alatlı (Esmirna, 16 de septiembre de 1944-2 de febrero de 2024) fue una economista, filósofa, columnista y novelista turca.

## Primeros años
Nacida en la parte occidental de Turquía, proviene de una familia de funcionarios policiales. Pasó su niñez en Japón, donde su padre fue enviado como agregado militar para la Embajada de Turquía y como agente de Enlace de la Brigada turca en Corea para las Naciones Unidas.
Tras graduarse, se casó con su compañero Alper Orhon, un turco chipriota. Recibió una beca Fulbright y su marido una beca de la Fundación Ford para realizar estudios de posgrado en Estados Unidos; ahí, ingresó a la Universidad Vanderbilt en Nashville, Tennessee, donde se graduó de un máster de Arts en Economía y Econometría.
En esa época, decidió proseguir estudios en filosofía, por lo que ingresó al Dartmouth College en Nuevo Hampshire y realizó un doctorado en filosofía de la religión y filosofía de la historia.
En 1974, Alatlı regresó a Turquía donde realizó clases en Universidad de Estambul y más tarde, ejerció como economista en la Organización de Planificación Estatal (DPT) en Ankara.
Cinco años después de regresar desde Estados Unidos, se dedicó principalmente a estudiar Islam. También se involucró en un proyecto sobre psicolingüística de la Universidad de California en Berkeley sobre patrones de aprendizaje de la lengua en niños turcos. Publicó una revista titulada Bizim İngilizce en cooperación con el diario Cumhuriyet.

## Carrera
En 1982, dejó sus otras actividades para quedarse en casa y dedicarse a la escritura. Su primer libro se tituló Aydın Despotizmi... (en español: Despotismo de los Intelectuales...); fue un estudio filosófico.
Su obra siguiente se publicó en 1985: fue su primera novela titulada Yaseminler Tüter mi Hala?" (en español: Los jazmines no fuman más!). Esta se inspiró en la verdadera historia de una mujer greco-chirpiota que, nacida y cristianizada en el Apostolos Andreas Manastırı sobre la Península de Karpasia de Chipre, murió trágicamente a los 32 años en Piraeus, Grecia, tras dos matrimonios –uno con un chipriota turco musulmán y el otro con un griego– y cinco hijos.
Los trabajos siguientes de Alev Alatlı fueron dos traducciones al turco de Edward Said titulados Haberlerin Unğında Islam y Filistin'en Sorunu, por los que recibió una medalla honoraria de Yaser Arafat.
Su novela corta İşkenceci (en español: El Torturador), publicado en 1987, sirvió como preludio para sus próximas cuatro novelas Viva la Muerte! - YaşComoın Ölüm! de 1992, 'Nuke' Türkiye! de 1993, Valla, Kurda Yedirdin Beni! de 1993 y O.K. Musti! Türkiye Tamamdır de 1994.
La novela altamente realista Kadere Karşı Koy Un.Ş. le siguió en 1995, transformándose en un best seller.
Alev Alatlı publicó su primer libro sobre poesía Eylül '98 (en español: septiembre de 1998) en 1999.
Escribió además dos libros futuristas titulados Kabus (en español: La Pesadilla) en 1999 y Rüya (en español: El Sueño) en 2000 donde abordó la paradoja de Schrödinger.
Sus novelas siguientes Grace over Enlightenment, World Sentry y Eyy Uhnem! Eyy Uhnem! son los primeros tres libros de un trabajo de cuatro volúmenes sobre Rusia llamados Gogol'un İzinde (en español: En el Footsteps de Gogol). Fue galardonada en 2006 con el premio 100 años en literatura Mikhail Aleksandrovich Sholokhov por su tercera novela de la serie.
Desde 2002, escribe cada dos semanas una columna en el diario conservador con una moderada mirada islámico Zaman. Un libro publicado en 2003 bajo el título Şimdi Değilse, Ne zaman?(En español: ¿Si no ahora, cuando?) incluyó una colección de sus artículos que aparecieron en tal diario.

### Novelas
- Aydın Despotizmi..., Alfa Basım Yayım Dağıtım (1982)
- Yaseminler Tüter mi Hala?, Everest Yayınları (1985)
- İşkenceci (1987)
- Viva la Muerte! - Yaşasın Ölüm! - Or'da Kimse Var mı? 1. Kitap, Everest Yayınları (1992)
- ’Nuke’ Türkiye!- Or'da Kimse Var mı? 2. Kitap, Everest Yayınları (1993)
- Valla, Kurda Yedirdin Beni! - Or'da Kimse Var mı? 3. Kitap, Everest Yayınları (1993)
- O.K. Musti! Türkiye Tamamdır. - Or'da Kimse Var mı? 4. Kitap, Alfa Basım Yayım Dağıtım (1994)
- Kabus - Schrödinger'in Kedisi 1. Kitap, Everest Yayınları (1999)
- Rüya - Schrödinger'in Kedisi 2. Kitap, Everest Yayınları (2000)
- Aydınlanma Değil, Merhamet! - Gogol'ün İzinde 1. Kitap, Everest Yayınları (2004)
- Dünya Nöbeti - Gogol'ün İzinde 2. Kitap, Everest Yayınları (2005)
- Eyy Uhnem! Eyy Uhnem! - Gogol'ün İzinde 3. Kitap, Everest Yayınları (2006)
- Hollywood'u Kapattığım Gün, Everest Yayınları (2009) 360 pp., ISBN 978-975-289-600-0[3]
- Aklın Yolu da Bir Değildir... , Destek Yayınları (2009) 176 pp., ISBN 978-9944-2-9831-5[4]
- Beyaz Türkler Küstüler - Or'da Hâlâ Kimse Var mı? 5. Kitap, Everest Yayınları (2013) 460 pp., ISBN 9786051416366[5]

### No ficción
- Şimdi Değilse, Ne zaman?, Zaman Kitap (2003) 268 pp., ISBN 975-8578-23-5[6]
- Hayır!' Diyebilmeli İnsan, Zaman Kitap (2005) 182 pp, ISBN 975-8578-71-5[7]

### Poemarios
- Eylül '98.

### Traducciones
- Haberlerin Ağında İslam (1985)
- Filistin’in Sorunu (1986)
- En Emin Yol "Akvem ül-Mesalik’li Marifat Ahval el-Memalik" Tunuslu Hayreddin Paşa (1986)

### Obras de teatro
Kadere Karşı Koy A.Ş. (2002)